# 台灣粗榧
臺灣粗榧（學名：Cephalotaxus wilsoniana）又名威氏粗榧、台湾三尖杉，是三尖杉科三尖杉属的植物。分布在台湾等地，生长于海拔1,400米至2,700米的地区。

## 扩展阅读
- 維基物種上的相關：台湾粗榧